# The Frostrune
The Frostrune est un jeu vidéo de type Walking simulator développé et édité par Snow Cannon Games, sorti en 2017 sur Windows, Mac, iOS et Android.

## Accueil
- Adventure Gamers : 3,5/5[1]
- Canard PC : 7/10[2]
- Gamezebo : 3/5[3]
- Pocket Gamer : 9/10[4]